# Castello del Buonconsiglio
Il Castello del Buonconsiglio (in tridentino Castèl del Bonconsìlio) è uno degli edifici più conosciuti di Trento e uno tra i maggiori complessi monumentali del Trentino-Alto Adige, grazie alla sua bellezza e alla sua storia legata al Concilio di Trento. Dal XIII secolo fino alla fine del XVIII residenza dei Principi vescovi di Trento, è composto da una serie di edifici di epoca diversa, racchiusi entro una cinta di mura in una posizione leggermente elevata rispetto alla città. Castelvecchio è il nucleo più antico, dominato da una possente torre cilindrica; all'estremità meridionale del complesso si trova Torre Aquila, che conserva all'interno il celebre Ciclo dei Mesi, uno dei più notevoli cicli pittorici di tema profano del tardo Medioevo italiano. 
Il Magno Palazzo è l'ampliamento cinquecentesco nelle forme del Rinascimento italiano, voluto dal principe vescovo e cardinale Bernardo Clesio (1485-1539); conserva un importante ciclo pittorico manierista in eccellente stato di conservazione. Alla fine del Seicento risale invece la barocca Giunta Albertina.

## Storia

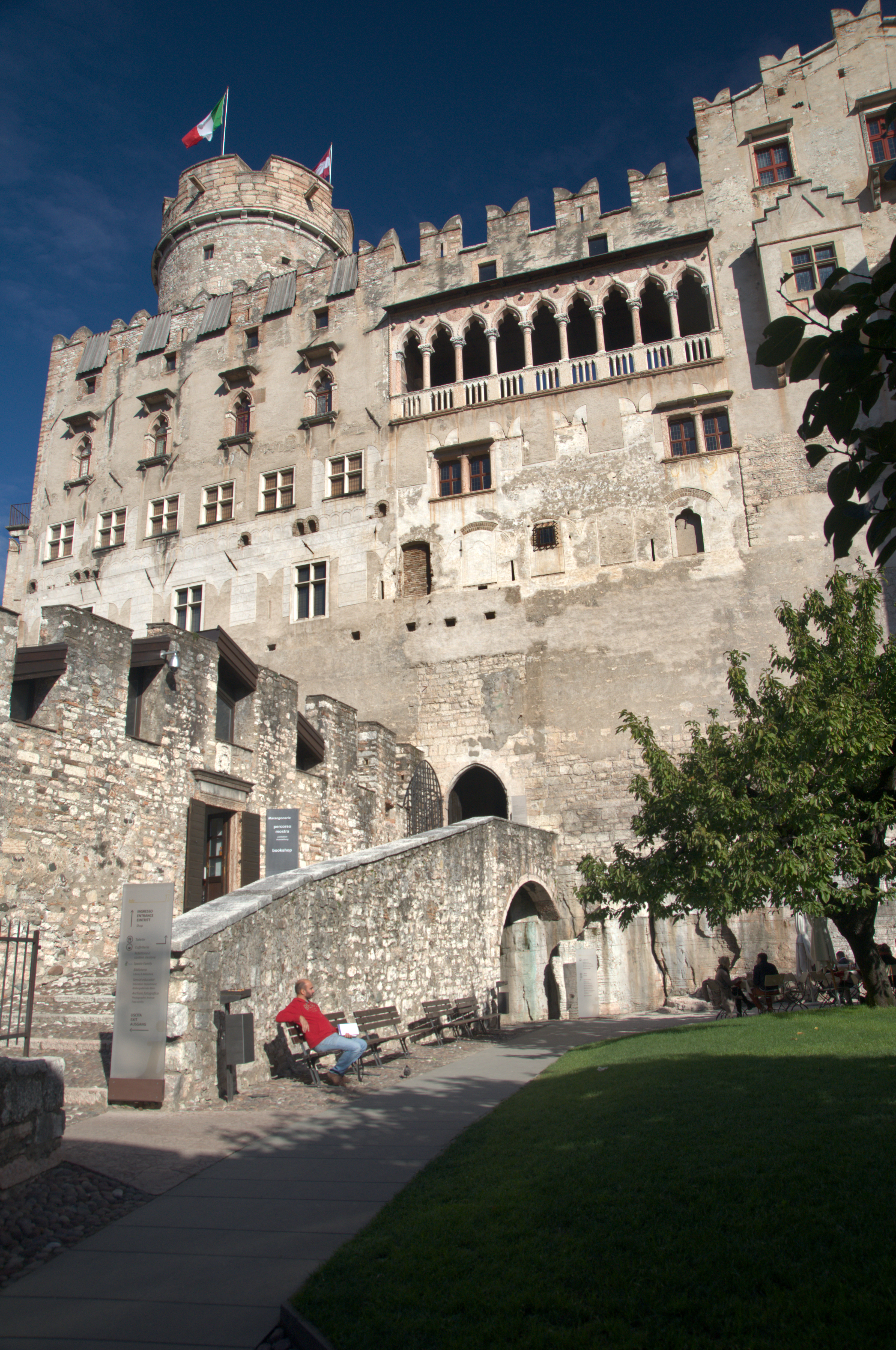
Facciata del primo nucleo detto Castello Vecchio

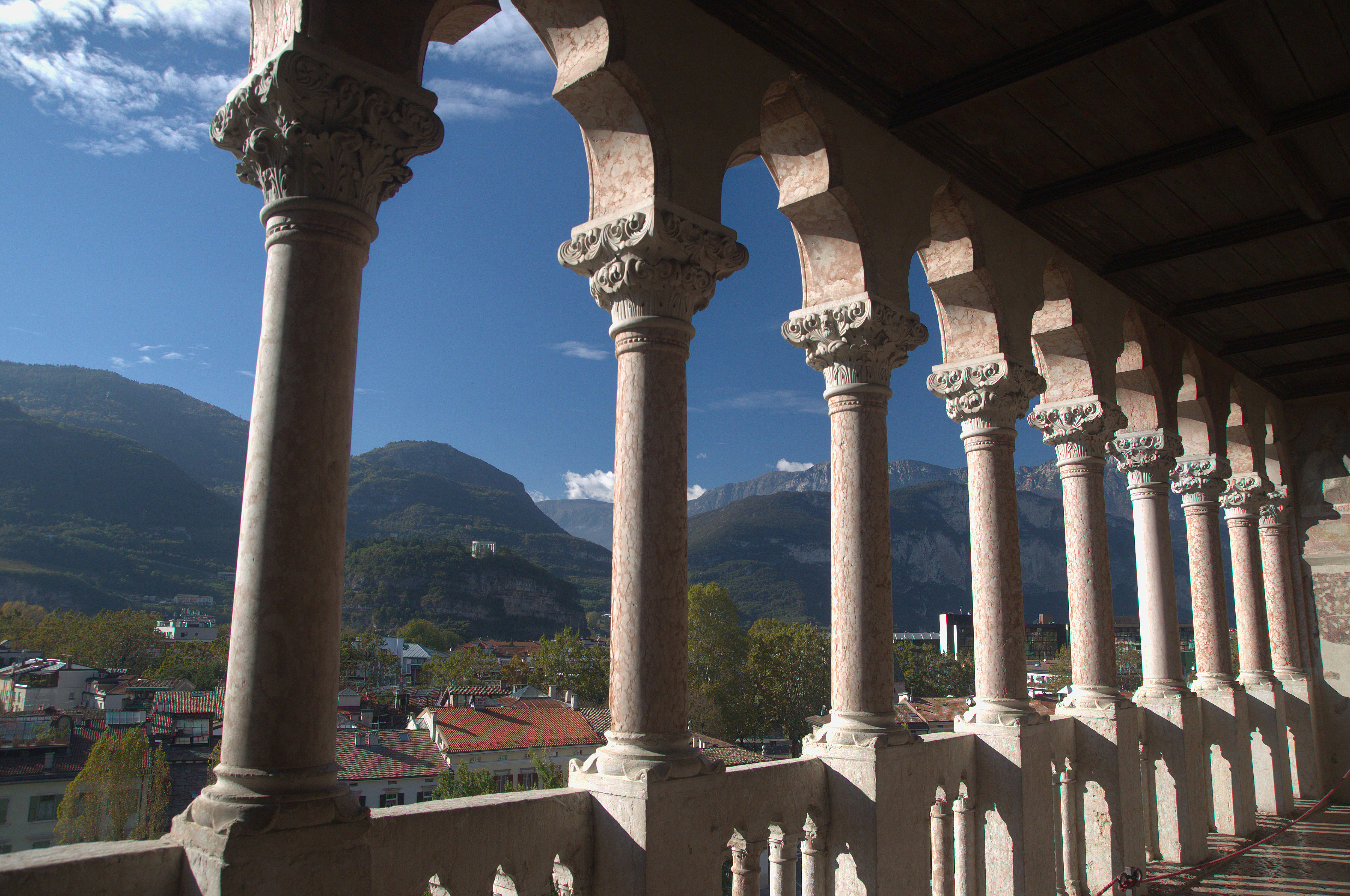
Loggia del Castello, Gotico Internazionale, voluta da Giovanni IV Hiderbach.

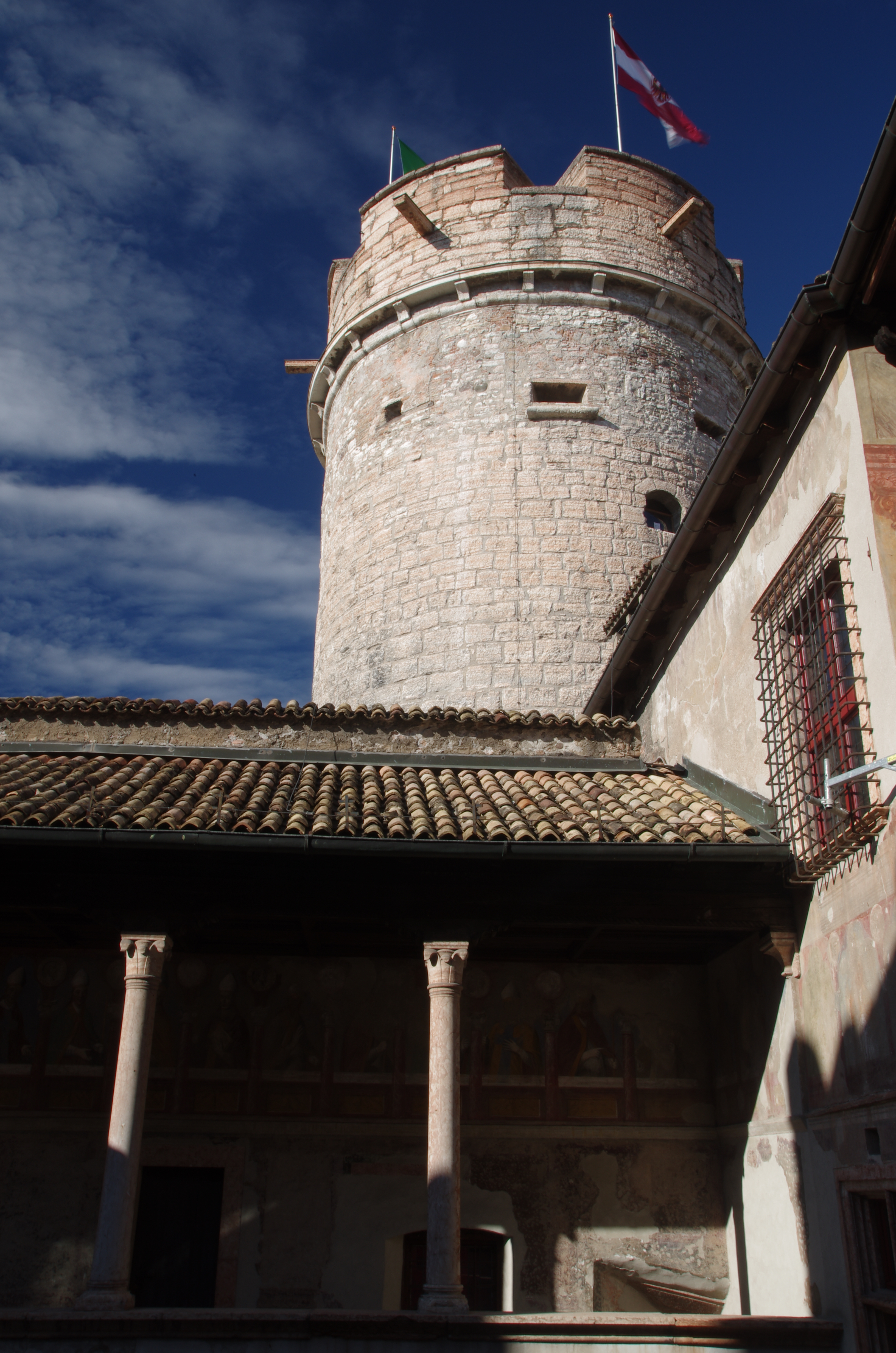
Mastio detto anche Torre di Augusto, eretto da Sodegerio da Tito

Il castello venne edificato con funzioni difensive sopra un rilievo roccioso, originariamente sede di un castrum romano.
Il dosso in cui venne edificata la fortezza a partire dal XIII secolo era denominato Malconsey, denominazione ancora utilizzata nel 1381 dal vescovo Alberto di Ortenburg (ze Triende auf vnser vesten Balkesin = Malkesin). A partire dal Trecento il toponimo anticamente indicante il piccolo colle non venne più utilizzato e si preferì modificare il nome originario, adottando un termine più positivo: il castello Malconsey divenne Buonconsilii (del Buonconsiglio).
La sua attuale struttura è il risultato di una plurisecolare aggregazione edilizia: sono infatti ben distinguibili diverse sezioni e strutture, risalenti a secoli diversi. Il castello del Buonconsiglio rappresenta uno dei più grandi complessi fortificati delle Alpi.
La parte più antica è quella di gusto romanico, rappresentata dal nucleo duecentesco del Castelvecchio (che venne poi ricostruito nel 1440) e dell'ampio torrione circolare (chiamato torre d'Augusto). In una fase successiva, tra la fine del Trecento e l'inizio del Quattrocento, la struttura venne profondamente modificata dai principi vescovi Giorgio di Liechtenstein e Giovanni IV Hinderbach. Il primo collegò al Castelvecchio la torre Aquila, che fece affrescare con il Ciclo dei Mesi, uno straordinario esempio di Gotico Internazionale. Giovanni IV Hinderbach fece costruire la grande merlatura e il loggiato di gusto gotico-veneziano.
Nel 1500 il cardinale Bernardo Clesio, impegnato in un progetto di ristrutturazione e riqualificazione urbanistica dell'intera città, fece edificare a sud del complesso una costruzione rinascimentale, il Magno Palazzo, nuova dimora dei principi vescovi, affrescata da Dosso Dossi, Battista Dossi e da Girolamo Romanino.
In età barocca, il vescovo Francesco Alberti Poia costruì la Giunta Albertiana, struttura che permette la comunicazione diretta fra la sezione medievale e il Magno Palazzo.
Nel 1796 la città venne invasa dalle truppe napoleoniche e l'ultimo principe vescovo, Pietro Vigilio Thun, lasciò il castello e si rifugiò nella fortezza di famiglia in Val di Non. Con la secolarizzazione del Principato vescovile di Trento e la sua annessione alla contea del Tirolo, il Buonconsiglio si ridusse da sede di rappresentanza a caserma militare austriaca.
Prima dell'inizio della Grande Guerra, il castello divenne parte della Fortezza di Trento (Festung Trient).
Durante la prima guerra mondiale, la sala del Tribunale (la cinquecentesca Stua della Famea) fu sede del processo (1916) agli irredentisti Cesare Battisti, Fabio Filzi e Damiano Chiesa. Dopo la sentenza, che sanciva la condanna a morte per alto tradimento, i tre irredentisti vennero condotti nelle celle ricavate nel loggiato. La sentenza venne eseguita nel prato tra il castello e le mura poste ad est (la Fossa dei Martiri): il 19 maggio 1916 venne fucilato il sottotenente roveretano Damiano Chiesa, volontario nell'esercito italiano; il tenente Battisti e il sottotenente Filzi vennero impiccati il 12 luglio successivo.
Nel 1918 lo Stato italiano divenne proprietario del Castello, che passò alla Provincia autonoma di Trento nel 1974. Il castello è maniero d'onore dell'Ordine di Vittorio Veneto figurando in alto a sinistra nel diploma di Cavaliere.

### Il museo
Oggi i diversi ambienti del castello ospitano le collezioni provinciali d'arte, suddivise nelle sezioni d'archeologia, d'arte antica, medievale, moderna e contemporanea. Il complesso stesso del Buonconsiglio ha assunto nel 1992 la denominazione ufficiale di Castello del Buonconsiglio. Monumenti e collezioni provinciali. e forma una rete di esposizioni artistiche diffusa su buona parte del territorio trentino. Essa si articola infatti in tre altri importanti castelli, il castello di Stenico nelle Giudicarie, il castel Beseno a Besenello e il castel Thun in val di Non.

## Descrizione

### IlCiclo dei Mesidi torre d'Aquila

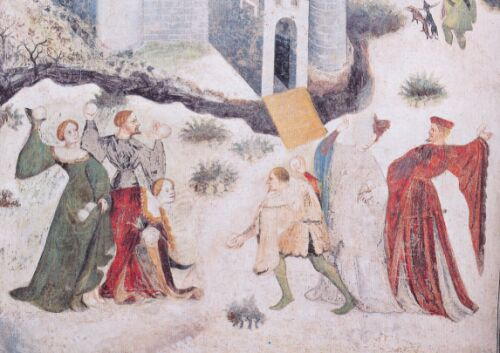
Maestro Venceslao, Ciclo dei Mesi, gennaio, Torre Aquila, 1400 circa, particolare.

Le corti dell'arco alpino, come quella del Principato Vescovile di Trento, furono verso la fine del Trecento i luoghi dove il linguaggio cortese del Gotico internazionale trovò un'accoglienza entusiastica e duratura. A Trento attorno al 1400 il principe vescovo di Trento Giorgio di Liechtenstein commissionò ad un artista straniero, probabilmente boemo (da alcuni indicato come il Maestro Wenceslao di Boemia, la cui presenza a Trento è documentata nel 1397) il Ciclo dei Mesi di torre Aquila, uno dei maggiori esempi di Tardo Gotico a livello internazionale.
Il ciclo si articola in undici diversi riquadri, essendo il mese di marzo andato perduto durante un incendio. Ogni riquadro, delimitato da colonnine tortili, mostra la rappresentazione della vita della nobiltà in armonia con il linguaggio cortese, ma anche le attività agricole e pastorali della popolazione rurale, secondo l'alternarsi delle stagioni.

### Gli affreschi del Magno Palazzo

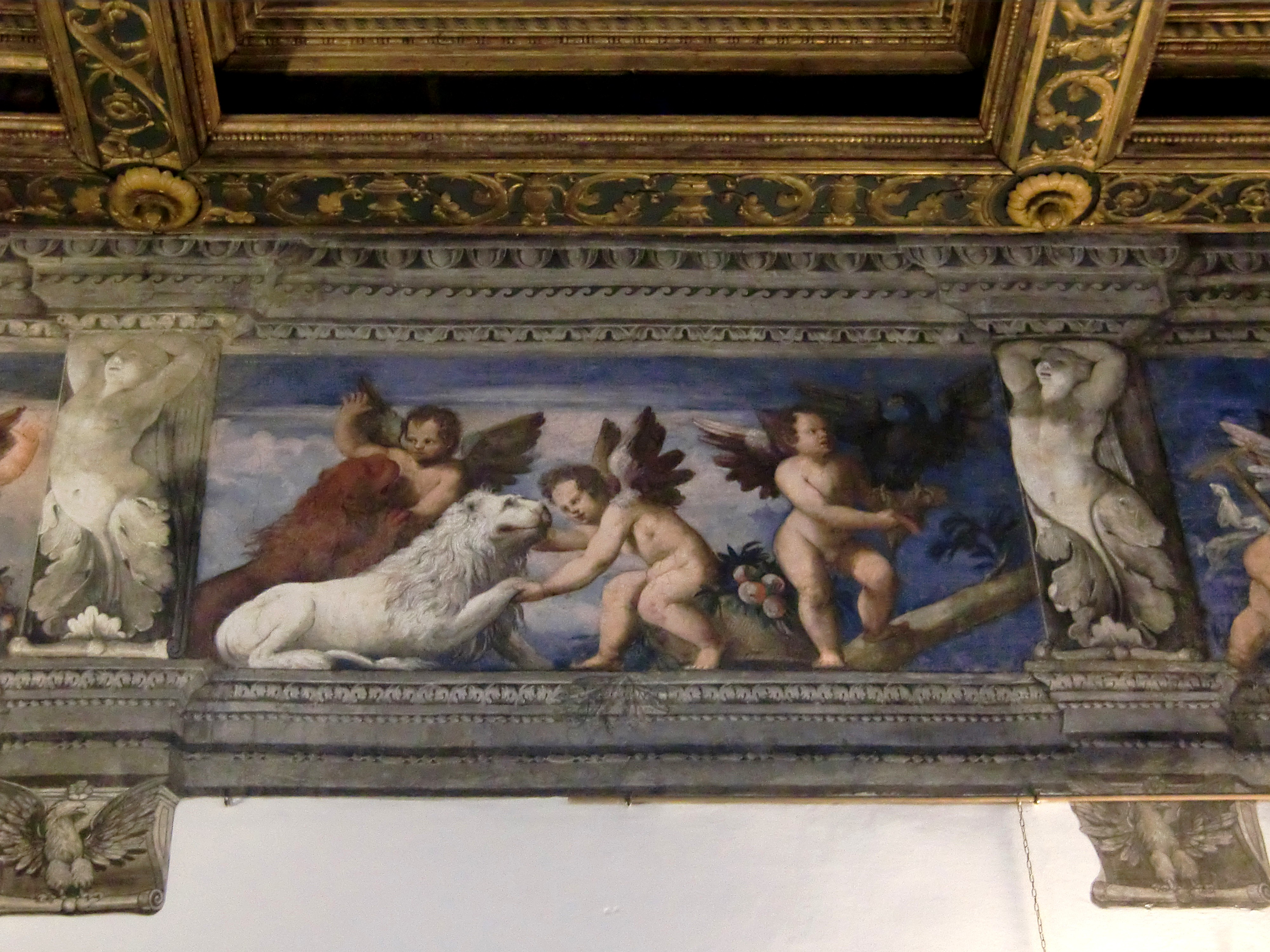
Dosso e Battista Dossi, Affreschi della Sala grande, 1531

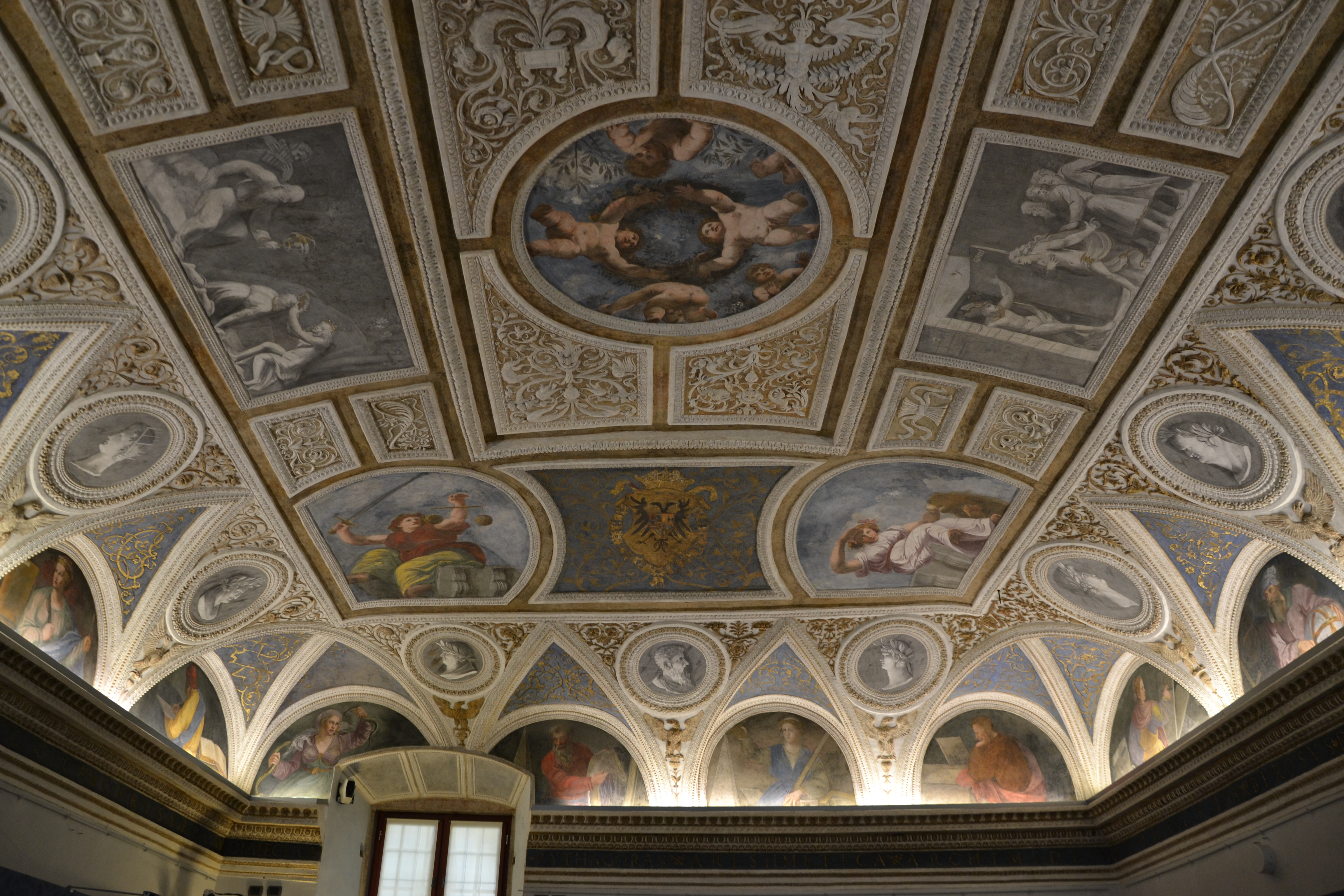
Camera del Camin nero, Dosso e Battista Dossi

Nel 1514 divenne vescovo di Trento Bernardo Clesio, uomo di governo e diplomatico della Casa d'Asburgo, nonché uno dei maggior organizzatori del Concilio di Trento. Legato alla cultura tedesca, il cardinal Clesio fu una figura di respiro internazionale che aprì il Principato anche alle novità artistiche del Rinascimento italiano. Sovrano di un piccolo Principato di frontiera, Clesio divenne un mecenate e chiamò ad affrescare nel 1531 il rinascimentale Magno Palazzo che aveva fatto edificare i fratelli Dosso Dossi e Battista Dossi, Marcello Fogolino e Gerolamo Romanino.

#### Gli affreschi dei fratelli Dossi
Al nuovo palazzo si accede, da Castelvecchio, attraverso una ponticella sospesa di elegante architettura rinascimentale con colonne a candelabra. Da essa si passa ad un atrio che fa da anticamera alla Cappella, la cui volta è decorata da figure in terracotta dello scultore toscano Zaccaria Zacchi. L'atrio ha una volta affrescata dai fratelli Dossi; dalle lunette si affacciano le Divinità dell'Olimpo, mentre al centro, fra le nuvole, gruppi di putti trascinano il gigantesco stemma cardinalizio del Cles. Dosso Dossi fu incaricato, assieme al fratello, di affrescare numerose altre stanze, quali: la Sala Grande, la sala degli Specchi, la camera del Camin nero, la Stua della Famea (il refettorio, che venne trasformato dagli Austriaci nella sala del Tribunale), la Biblioteca.
Nella Sala Grande i due fratelli ferraresi realizzarono a fresco il fregio che corre sotto il soffitto a cassettoni tutto intorno alla sala: tra figure di Cariatidi dipinte in monocromo, trovano posto i diversi riquadri con immagini giocose di putti che si divertono a scompaginare le lettere in oro che compongono il nome (Bernardt) del principe vescovo, a stuzzicare i leoni bianchi e rossi che compaiono nello stemma dei Cles o l'aquila nera dello stemma trentino.
Nella camera del Camin nero, al centro degli stucchi che ornano la volta, è posto un tondo affrescato con figure di putti, dipinti con la tecnica del sotto in su, a fingere uno sfondato prospettico dal quale essi si affacciano, con evidente ispirazione alla Camera degli Sposi del Palazzo Ducale di Mantova. Mentre negli angoli sono raffigurate le Virtù cardinali, nelle lunette al di sotto della volta trovano posto le rappresentazioni delle sette Arti liberali e figure di saggi antichi che in tali arti si distinsero.
Nella decorazione che i Dossi realizzarono per la Stua della famea sono di particolare interesse gli affreschi delle lunette, con scene di ariosi paesaggi nei quali sono ambientate (con evidenti intenti morali) alcune delle più note Favole di Fedro. Nonostante il cattivo stato di conservazione, se ne distinguono ancora molte quali la Volpe e l'uva, la Volpe e la cicogna, eccetera. Fra le lunette, sono raffigurate statue classiche dipinte a monocromo.
Nel maestoso soffitto ligneo della grande biblioteca i Dossi realizzarono le decorazioni dei lacunari, ancora con figure di saggi antichi, come si conveniva alla cultura umanistica di Bernardo Clesio.

#### Gli affreschi di Romanino
A Romanino venne affidata la decorazione di vari ambienti, tra cui la loggia del cortile dei Leoni, un ambiente posto in posizione centrale e di comunicazione fra le varie parti del palazzo. Egli realizzò nello spazio pittorico della loggia, impaginando sapientemente il suo racconto tra i riquadri della volta, le vele triangolari, i pennacchi e le lunette, uno dei cicli pittorici più originali e suggestivi del Rinascimento, composto da una serie eterogenea di scene a tema profano, con episodi mitologici o della storia romana, e di scene ricavate dalla Bibbia.
Gli affreschi posti nelle lunette della loggia formano una successione di scene con protagoniste femminili, dense di rimandi (di non facile interpretazione simbolica) tanto alla virtù che alla avvenenza muliebre. In generale prevalgono le scene di superbia punita (Fetonte, Oloferne, Sansone, Cleopatra) e alla conservazione della virtù (Lucrezia), velato monito alla continenza e alla moderazione per gli ospiti del castello.
Vi si trovano: l'episodio di Giuditta e Oloferne, un concerto di flauti, l'uccisione di Virginia e il suicidio di Lucrezia raccontati da Tito Livio, la raffigurazione delle Tre Grazie, il suicidio di Cleopatra con l'aspide, raccontato da Plutarco, Sansone addormentato che subisce il taglio di capelli da Dalila, un concerto campestre, la rappresentazione di Venere e Cupido. A tali scene si aggiunge, nella volta vicino alla scala, il ratto di Ganimede circondato da putti sorpresi in pose inconsuete. Circondato dalle personificazioni delle 4 stagioni (Primavera-Flora, Estate-Pomona, Autunno-Bacco, Inverno-Saturno), nell'ampio riquadro centrale della volta, in posizione dominante, troviamo la scena vertiginosa di Fetonte incapace di controllare i cavalli imbizzarriti che trascinano il Carro del Sole. Il preoccupato padre di Fetonte, Apollo (Sole) e la sorella Selene che volge lo sguardo (Luna) sono raffigurati al centro di lunette, ai lati opposti della volta, che richiama con il suo fondo azzurro la volta celeste. Completano la decorazione uomini nudi le cui rosee carni spiccano sullo sfondo azzurro del cielo, che rimandano nelle loro pose manierate agli ignudi michelangioleschi della volta della Sistina.
Nella sala delle Udienze il pittore bresciano dipinse un ritratto di Bernardo Clesio impegnato nel lavoro con il suo segretario, posto sopra l'ingresso e attorniato dagli stemmi familiari e del Principato. Sulle pareti della stanza pose le figure dei sovrani della dinastia d'Asburgo, che fece relazionare con gli imperatori romani posti di fronte, in un legame diretto e spirituale fra l'antico Impero Romano e il Sacro Romano Impero Germanico.
Accanto alle scene ufficiali di ispirazione classico-umanistica, Romanino affrontò - nel pianerottolo presso la loggia e lungo la scala che scende in giardino - anche soggetti nei quali egli poteva esprimere appieno il suo temperamento di pittore ironico e beffardo. Si tratta di scene derivate dalla vita quotidiana presso corte, come la Paga dei lavoranti (con un accigliato "sovrintendente" ed una coppia di operai poco soddisfatti), il Buffone che gioca con la scimmia (che tutti gli ospiti di Clesio conoscevano bene); oppure scene di carattere più salace come quella di Un soldato che corteggia una donna o quella comica della  Castrazione di un gatto.

#### Gli affreschi del Fogolino
Il friulano Marcello Fogolino fu attivo per un quinquennio al servizio del cardinale Cles, operando in numerosi ambienti. Sono completamente perduti gli affreschi che coprivano le pareti del centrale Cortile dei Leoni, che conserva della decorazione originaria solo i tondi in terracotta con i ritratti all'antica (di profilo) della casata degli Asburgo (Massimiliano I, Filippo il Bello, Carlo V, Ferdinando I), che testimoniano la fedeltà del cardinale alla dinastia imperiale.
Sempre un tributo agli imperatori è rappresentato dall'affreco del Fogolino, ben conservato, nel cortile di Castelvecchio, che rappresenta Carlo Magno. Ancora in Castelvecchio è attribuita al pittore friulano la decorazione ad affresco della sala superiore con la serie dei ritratti dei vescovi di Trento, a partire dall'anno Mille, quando ebbe inizio del principato vescovile. La lunga teoria dei porporati è sormontata dalla galleria degli imperatori del Sacro Romano Impero, da cui essi dipendevano. La decorazione dell'ambiente è evidentemente ispirata alla Sala del Maggior Consiglio del Palazzo ducale di Venezia.
La decorazione della volta del refettorio al piano terreno, che funge da anticamera alle cantine, utilizzato per la degustazione del vino, ha invece un carattere puramente decorativo abbandonando ogni intento celebrativo presente negli altri ambienti, dato che l'ambiente non aveva funzioni di rappresentanza. Qui sulla volta a sfondo giallo la fantasia del Fogolino ha libero sfogo nell'inventare minute decorazioni a grottesche e festoni di fiori e frutta secondo i tradizionali motivi rinascimentali, insieme con festosi episodi della vita di corte quali concerti e banchetti.
Il maggior capolavoro del Fogolino è la volta della Camera terrena del Torrion da basso, perfettamente circolare. L'intera superficie è coperta da un raffinato stucco bianco a motivi vegetali, in cui sono incastonati gli ovali e le lunette affrescati. Anche qui sono ripresi episodi esemplari della Roma antica, ed in particolare della vita di Cesare, oltre alle lunette con la serie degli imperatori antichi. Completano la decorazione gli ovali con nudi maschili e femminili e i pennacchi con figure fantastiche. Le storie della vita di Giulio Cesare narrano: Tolomeo che presenta la testa di Pompeo, il Triumvirato, Cesare in Senato e un Trionfo notturno in cui l'artista si esibisce in una virtuosistica illuminazione a fiaccole.